# Élémir Bourges

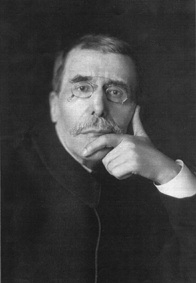
Élémir Bourges (1890)

Élémir Bourges (geboren 26. März 1852 in Manosque; gestorben 12. November 1925 in Auteuil) war ein französischer Autor.

## Leben
Elémir Bourges besuchte in Marseille das Lycée Thiers und zog 1874 nach Paris, wo er zum Kreis um Paul Bourget, François Coppée und Barbey d’Aurevilly gehörte und Zeitströmungen des Symbolismus, der Décadence und des Wagnerkults aufnahm. Er schrieb für Zeitungen wie Gaulois und Parlement und gründete 1883 mit Henri Signoret La Revue des chefs d’œuvre. Ebenfalls 1883 erschien sein erster Roman Sous la hache. 1886 zog er in den von Künstlern bevorzugten Ort Samois-sur-Seine außerhalb von Paris. Unter dem Einfluss von Joséphin Péladan trat er den Rosenkreuzern bei und verarbeitete deren Anliegen im Roman Les oiseaux s'envolent et les fleurs tombent (1893).
Bourges’ bekanntestes Werk ist der Roman Le Crépuscule des dieux. Es handelt sich bei diesem Roman um ein Schlüsselwerk der literarischen Décadence und des Fin de siècle. Der Roman, der den Niedergang einer Fürstenfamilie schildert, erschien im März 1884 und damit zwei Monate vor dem als „Bibel der Décadence“ geltenden Roman Gegen den Strich (A Rebours) von Joris-Karl Huysmans. Protagonist ist Charles d’Este, ein sagenhaft reicher Fürst und eine literarische Figur, deren reales Vorbild Karl II. von Braunschweig-Lüneburg-Wolfenbüttel war. Zahlreiche dekadente Motive wie Spätzeitgefühl, Ästhetizismus, Inzest, Dandy, Femme fatale und Femme fragile sowie Anspielungen auf Der Ring des Nibelungen von Richard Wagner durchziehen den Roman, der in Frankreich eine breite Rezeption erfuhr. Der Schriftsteller Octave Mirbeau lobte seinen „style brillant, spirituel et élevé“, Jean Cocteau sprach von einem „œuvre magnifique“ und der belgische Symbolist Franz Hellens schrieb 1951, Le Crépuscule de Dieux habe in seiner Jugend als „assez fameux“ (ziemlich berühmt) gegolten. Eine deutsche Übersetzung des Romans erschien 2013 unter dem Titel Götterdämmerung anlässlich des 200. Geburtstages von Richard Wagner im Manesse Verlag.
Bourges wurde 1900 in die Académie Goncourt aufgenommen und gewann dadurch großen Einfluss auf das literarische Geschehen in Frankreich. Er war seit 1883 mit der Tschechin Anna Braunerová, Schwester der Malerin Zdenka Braunerová, verheiratet. Er ist auf dem Pariser Friedhof Père-Lachaise beerdigt. In Manosque, Marseille und Pierrevert sind Straßen nach ihm benannt.

## Werke (Auswahl)
- Sous la hache. Paris : A. Colin, 1883 Text
- Le Crépuscule des dieux. Mœurs contemporaines. Paris, E. Giraud & Cie, 1884 Text
  - Götterdämmerung. Aus dem Französischen von Alexandra Beilharz, Nachwort von Albert Gier. Manesse, Zürich 2013, ISBN 978-3-7175-2262-1
- Les oiseaux s'envolent et les fleurs tombent. Paris, 1893 Text
- La Nef. Paris : P.V. Stock, 1904 Text, Teil 1 Text, Teil 2
- L'Enfant qui revient, Novelle. Paris : Librairie de la Collection des Dix, 1905